# Veronica Signorini
Veronica Signorini (Cremona, 28 luglio 1989) è una triatleta italiana tesserata per il Triathlon Cremona Stradivari.

## Carriera
Dopo avere praticato nuoto agonistico per molti anni, ha mosso i primi passi nel mondo del triathlon nel 2007, con un decimo posto all'esordio nel Triathlon Sprint Città di Cremona. L'anno successivo ha partecipato ad alcune gare del calendario italiano, ma è nel 2009 che si è dedicata completamente alla multidisciplina e sono arrivati i primi piazzamenti sul podio. Dopo un'esperienza nel progetto federale della Scuola di Alta Specializzazione, ha continuato la sua crescita nella pratica delle tre discipline. Nel 2011 l'esordio internazionale nella tappa di Coppa Europa di Cremona. Molti i risultati di rilievo conquistati nelle gare italiane, nel 2014 si è affidata all'esperienza di Fabio Vedana come tecnico e ha puntato l'obiettivo sugli eventi ITU, con buoni piazzamenti: il migliore è stato il quarto posto in Coppa Africa nella tappa di Larache in Marocco.

## Risultati

### Stagione 2015
- 8^ italiani Duathlon Torino;
- 3^ duathlon Cremona;
- 2^ triathlon San Benedetto del Tronto;
- 10^ ETU Cup Madrid

### Stagione 2014
- 1^ triathlon Pinerolo;
- 1^ triathlon Cremona;
- 4^ triathlon Andora;
- 6^ triathlon Bardolino;
- 7^ Grand Prix Italia - Rimini;
- 7^ Grand Prix Italia – Vieste;
- 7^ Grand Prix Italia – Lignano Sabbiadoro;
- 8^ Italiani Olimpico - Sapri
- 9^ Italiani Sprint - Riccione
- 14^ Triathlon Medio Forte Village;
- 4^ Larache ATU Cup (Marocco),
- 6^ Tartu ETU Cup (Estonia);
- 10ª Riga ETU Cup (Lettonia),
- 19^ Bratislava ETU WC (Slovacchia);

### Stagione 2013
- 1^ Triathlon Fossano;
- 1^ Triathlon Rimini;
- 1^ Triathlon San Vito Lo Capo;
- 1^ Forte Village Triathlon;
- campionessa provinciale duathlon;
- 2^ duathlon del Torrazzo;
- 2^ triathlon Sirmione;
- 2^ triathlon Parma;
- 3° triathlon Recetto.
- 16^ Cremona ETU (Italia);
- 18^ Ginevra ETU (Svizzera),
- 24^ Tiszaujvaros ITU WC (Ungheria);

### Stagione 2012
- 1^ Triathlon Olimpico Sirmione;
- 1^ Triathlon Sprint Asola;
- 2^ Triathlon Sprint Andora;
- 3^ Triathlon Sprint Cremona
- 16^ Ginevra ETU Cup (Svizzera);
- 17^ Mondello ETU Cup (Italia);
- 33^ Cremona ETU Cup (Italia);

### Stagione 2011
- 2^ Triathlon Sprint di Fossano (Cn);
- 5^ Triathlon Sprint di Andora (Sv);
- 8^ Triathlon Olimpico di Caldaro (Bz);
- 3^ Triathlon Sprint Gaggiano (Mi);
- 21^ Cremona ITU Triathlon Sprint European Cup;
- 1^ Triathlon Olimpico di Genova;
- 2º Campionato Italiano Under23 Tarzo Revine (Tv);
- 3º Campionato Italiano Elite Tarzo Revine (Tv);
- 2º Campionato Italiano Aquathlon Barberino del Mugello (Fi);
- 2^ Triathlon Sprint Asola (Mn);
- 3^ Triathlon Sprint Serravalle (Rn);
- 2^ Triathlon Sprint Cremona;
- 1^ Triathlon Sprint Tuoro (Pg);
- 10º Campionato Italiano Triathlon Sprint Individuale Rimini;
- 2º Campionato Italiano Triathlon Sprint a squadre Rimini

### Stagione 2010
- 2º Campionato Italiano Triathlon a squadre;
- 2º Campionato italiano Aquathlon;
- 3º Campionato Italiano Under23;
- 3^ Triathlon Sprint di Jesolo;
- 4^ Triathlon Olimpico Milano;
- 4^ Triathlon Sprint San Giovanni in Persiceto;
- 4^ Triathlon Olimpico Bari;

### Stagione 2009
- 2^ Triathlon Sprint di Cuneo;
- 3^ Duathlon Sprint del Torrazzo di Cremona;
- 4^ Triathlon Sprint di Piavenza;
- 4^ Triathlon Sprint di San Giovanni in Persiceto;
- 5^ Triathlon Sprint di Fossano;
- 5^ Aquathlon di Gaggiano;
- 5^ Irondelta 2009;
- 5^ Triathlon Sprint di Alba.

### Stagione 2008
- 20^ Triathlon Sprint di Cremona;
- 10^ Triathlon Sprint di Alba;

### Stagione 2007
- 10^ Triathlon Sprint di Cremona;